# 木鹿大王
木鹿大王，中國古典歷史小說《三國演義》之角色，南蠻人，孟獲部下，南蠻八納洞洞主，深通法術。

## 記載
南蠻八納洞主，深通法術，出則騎象，能呼風喚雨，常有虎豹豺狼、毒蛇惡蠍跟隨。手下有三萬神兵，甚是英勇。自己騎巨象出征，擊退了蜀漢軍。但是被諸葛亮用裝有燃燒之物的巨獸噴火嚇跑巨象，木鹿大王從象上摔下被踩死了。